# Processor Technology
Processor Technology Corporation è stata un'azienda statunitense produttrice di microcomputer che ha operato dal 1975 al 1979. È ricordata per aver prodotto il computer Sol-20.

## Storia
Processor Technology fu fondata da Bob Marsh, un membro dell'Homebrew Computer Club, e Gary Ingram nel mese di aprile del 1975 per commercializzare delle schede di memoria da 4 kB di SRAM per l'Altair 8800 come alternativa alle schede con DRAM fornite da MITS, che non erano affidabili.
Inizialmente Marsch e Ingram lavoravano in un garage a Berkeley, California, ma ben presto si trasferirono in una sede più ampia a Emeryville, che poterono aprire grazie al successo commerciale delle loro schede di memoria. A loro si aggiunsero Steve Dompier e Gordon French, anch'essi membri dell'Homebrew Computer Club.
Dopo il successo della scheda da 4 kB di SRAM, Processor Technology offrì anche altri prodotti tra cui una scheda madre con i connettori S-100 già saldati per sostituire quella originale dell'Altair 8800, una scheda capace di contenere 2 kB di EPROM in cui gli utenti potevano memorizzare in modo permanente il proprio software da far eseguire all'accensione della macchina senza doverlo inserire tutte le volte tramite gli interruttori presenti sul pannello dell'Altair 8800, e dei pacchetti software a basso prezzo.

### VDM-1

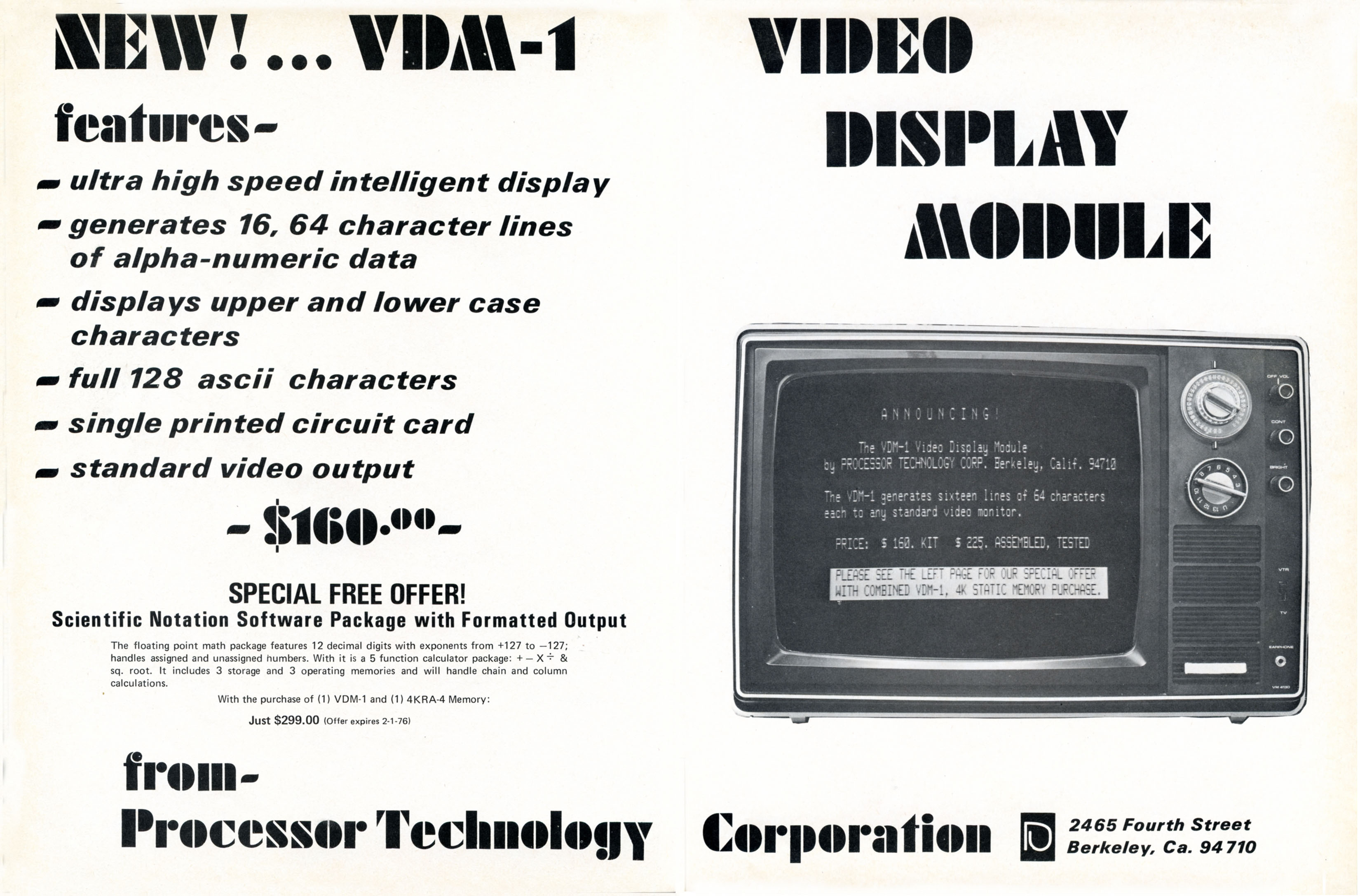
Pubblicità del Video Display Module, o VDM-1 di Processor Technology.

Un altro prodotto di larga diffusione fu la VDM-1 (Video Display Module), una delle prime schede video ad apparire per i microcomputer. Grazie ad essa era possibile utilizzare un monitor composito CRT oppure un comune televisore opportunamente adattato allo scopo per visualizzare le informazioni elaborate dall'Altair 8800 su uno schermo a 16 righe da 64 colonne ciascuna (contro le 24 righe per 80 colonne normalmente visualizzate dai terminali professionali). Per sviluppare la scheda fu assunto Lee Felsenstein, un altro membro dell'Homebrew Computer Club ed ex padrone di casa di Marsch, che aveva già avuto precedenti esperienze nella realizzazione di una scheda simile. La scheda, annunciata a metà del 1975, fu commercializzata solo a partire dall'autunno del 1976.

### Sol-10 e Sol-20
Avendo già tutti i componenti disponibili per assemblare un computer (le schede di espansione per l'Altair 8800), una scheda video quale la VDM-1 era il pezzo mancante per permettere a Processor Technology di realizzare un terminale. Marsh affidò il lavoro a Felsenstein che andò oltre il compito assegnato realizzando un computer vero e proprio: la macchina che aveva progettato non era un semplice elaboratore in un grosso contenitore metallico destinato ad un amatore che l'avrebbe relegato in un garage ma era un computer destinato ad un'utenza affari, con dimensioni ridotte ed esteticamente curato che poteva essere tenuto sulla scrivania di lavoro.

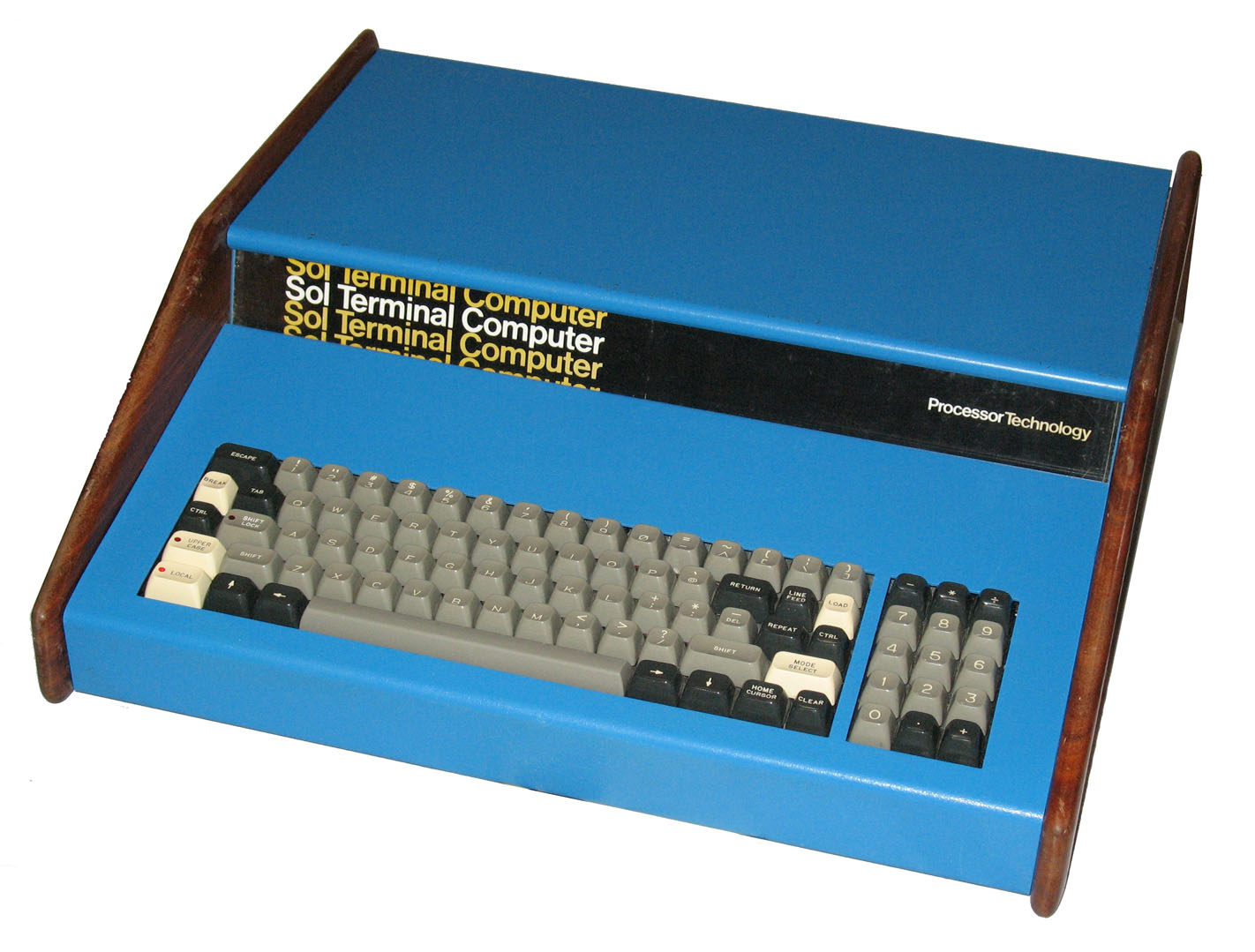
Il Sol-20, nel tipico case blu con montanti in legno.

La macchina era molto più "intelligente" di un terminale: non si limitava a inviare i caratteri premuti sulla tastiera ad un computer remoto ed a visualizzare i dati da esso ricevuto ma poteva anche eseguire dei programmi, perciò fu inizialmente pubblicizzata sul numero di luglio del 1976 della rivista "Popular Electronics" come "Intelligent Computer Terminal" (terminale di computer intelligente). Il computer fu commercializzato a partire dalla fine del 1976 in 2 versioni: Sol-10 e Sol-20. Il primo offriva una tastiera semplificata e lo spazio per 1 sola scheda di espansione mentre il secondo aveva un case più raffinato realizzato in legno di noce, una tastiera migliore e lo spazio per accogliere fino a 5 schede di espansione. Entrambi erano basati sul microprocessore ad 8 bit Intel 8080 a 2 MHz. Il Sol-10 vendette pochissimo mentre del Sol-20 ne furono prodotte tra il 1977 ed il 1979 circa 10.000 unità.
Due cose differenziavano il Sol dagli altri microcomputer dell'epoca: la prima era proprio la presenza della scheda video VDM-1, grazie alla quale l'utente poteva collegare la macchina ad un monitor e vedere il programma che stava scrivendo e visualizzare i dati elaborati; la seconda era che il Sol-20 fu il primo computer completo ad essere venduto già assemblato e pronto all'uso, quando le altre macchine, come l'Altair, acquistabili anche in kit di montaggio, dovevano essere dotate di diverse interfacce per poter essere utilizzabili.

## Prodotti
Elenco dei prodotti commercializzati da Processor Technology:
- Computer
  - Sol-10 — computer completo in versione base (tastiera ridotta e 1 solo slot per schede di espansione)
  - Sol-20 — versione estesa del Sol-20, con tastiera più completa, 5 slot di espansione, case con finiture in legno
- Schede per bus S-100
  - VDM-1 — scheda video Video Display Module
  - 3P+S — scheda Input/output con 3 porte parallele ed 1 porta seriale
  - 4KRA — scheda di espansione della memoria da 4 kB di SRAM
  - 8KRA — scheda da 8 kB di SRAM
  - 16KRA — scheda da 16 kB di DRAM
  - 32KRA-1 — scheda da 32 kB di DRAM
  - CUTS — interfaccia per gestire un registratore a cassette (formati del segnale: CUTS e Kansas City standard)
  - 2KRO — scheda di memoria EPROM
- Software
  - SOLOS — sistema operativo
  - CUTER — un monitor in linguaggio macchina ed un caricatore per cassette a nastro.
  - ASSM — assembler 8080
  - BASIC/5 — linguaggio di programmazione BASIC (5 kB di grandezza)
  - Extended Cassette Basic — BASIC con supporto alle cassette a nastro (8 kB)
  - ALS-8
  - EDIT — editor 8080
  - 8080 Chess — gioco degli scacchi
  - TREK-80 — gioco basato su Star Trek
  - GamePack 1 — collezione di giochi (volume 1)
  - GamePack 2 — collezione di giochi (volume 2)